# Тариморо
Тариморо (исп. Tarimoro) — город и административный центр одноимённого муниципалитета в Мексике, штат Гуанахуато. Численность населения, по данным переписи 2010 года, составила 12 188 человек.

## Общие сведения
Название Tarimoro с языка тараско можно перевести как место ивы.
Поселение было основано 3 января 1563 года Лукасом де Сан Хуаном.